# Landgericht Bärnstein

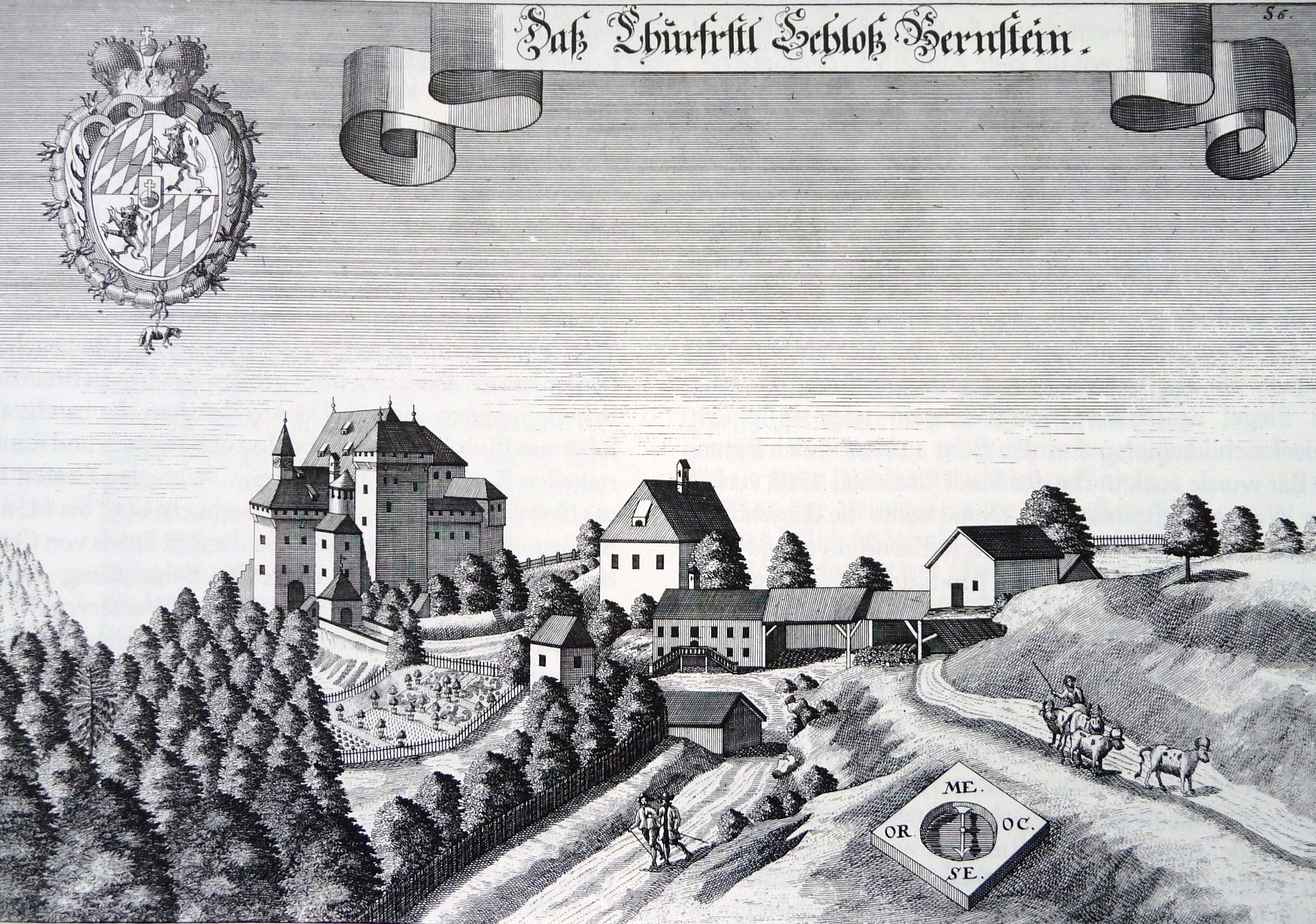
Schloss Bärnstein auf einem Kupferstich von Michael Wening, 1726

Das Landgericht Bärnstein (auch als Pfleggericht bezeichnet) war von 1438 bis 1804 ein bayerisches Hoch- und Niedergericht in Bärnstein für das Gebiet des Grafenauer Landes. Sitz war bis 1799 Schloss Bärnstein.

## Geographie
Das Landgericht Bärnstein hatte 1802 eine Fläche von 9½ Quadratmeilen (525 km²) bei 7384 Einwohnern und 1369 "Herdstätten". Neben der Stadt Grafenau und dem Markt Schönau umfasste das Landgericht 7 Hofmarken und Edelsitze, 3 Pfarreien und Schulen, 49 Dörfer und 82 Weiler und Einöden.

## Geschichte
Graf Etzel I. von Ortenburg verkaufte im Jahr 1438 Bärnstein an Herzog Heinrich von Niederbayern. Der Wittelsbacher Herzog machte Bärnstein zum Sitz eines Pflegers (auch als Landgericht bezeichnet), der als Hauptmann vor dem Walde zugleich Leiter der militärischen Gebietsorganisation war und über ein Zeughaus verfügte. Während der folgenden Jahrhunderte wurde das Grafenauer Land durch das Landgericht Bärnstein verwaltet.
Franz von der Trenck besetzte im Österreichischen Erbfolgekrieg Bärnstein. Als am 16. Juli 1742 einer seiner Hauptleute aus einem Hinterhalt erschossen wurde, ließ er das Schloss in Brand setzen und die Ruine einschließlich der Schlosskapelle sprengen. An einer anderen Stelle erbaute man ein neues Pfleggerichtsgebäude, das am 6. Juli 1829 abbrannte. Bereits 1799 war der Sitz des Landgerichts Bärnstein nach Grafenau verlegt worden. 1804 wurde das Landgericht in Landgericht Grafenau umbenannt.